# Micrococca mercurialis
Micrococca mercurialis är en törelväxtart som först beskrevs av Carl von Linné, och fick sitt nu gällande namn av George Bentham. Micrococca mercurialis ingår i släktet Micrococca och familjen törelväxter. Inga underarter finns listade i Catalogue of Life.